# Sune Hellströmer
Sune Hellströmer, född 17 januari 1945, är en svensk idrottsledare. Han var aktiv i AIK Fotboll, först som ordförande från 1991 och sedan som VD 1999–2000. Han var därefter generalsekreterare på Svenska Fotbollförbundet 2000–2009.